# قاعدة بيانات الإنزيم العلائقية المتكاملة
قاعدة بيانات الإنزيم العلائقية المتكاملة (بالإنجليزية: Integrated relational Enzyme database)‏ (IntEnz) هي قاعدة بيانات تحتوي على بيانات على الإنزيمات التي ينظمتها رقم التصنيف الأنزيمي وهي النسخة الرسمية لنظام تسمية الإنزيمات التي وضعها الاتحاد الدولي للكيمياء الحيوية وعلم الأحياء الجزيئي [الإنجليزية].

## روابط خارجية
- "Integrated Enzyme Database (IntEnz)". European Bioinformatics Institute. مؤرشف من الأصل في 2019-06-06. اطلع عليه بتاريخ 2013-08-29. (بالعربية)